# Европейская интеграция
Европе́йская интегра́ция — процесс производственной, политической, правовой, экономической (также в некоторых случаях социальной и культурной) интеграции держав, которые целиком либо частично находятся в Европе.
Европейская интеграция преимущественно осуществляется посредством Европейского союза и Совета Европы.
В политической науке существует несколько подходов к определению понятия европейская интеграция: межправительственный, институциональный и коммуникативный подходы.
Сторонники межправительственного подхода отводят приоритетную роль в процессе интеграции национальным государствам. Результатом их взаимодействия на межправительственном уровне является особая окружающая среда, которая влияет на появление общих институтов.
В рамках институционального подхода (Эрнст Хаас) европейская интеграция рассматривается как процесс трансформации национальных практик взаимодействия институтов, которая ведёт к созданию особой многоуровневой системы управления с множеством центров принятия решений (англ. governance).
Коммуникативный подход трактует европейскую интеграцию как процесс создания социальных общностей посредством эффективного взаимодействия между их членами в различных областях. В результате чего формируется сообщество безопасности, в котором политические факторы ориентированы на создание нового политического центра. Этот политический центр и должен будет координировать работу участников.

## История

Расширение ЕС.

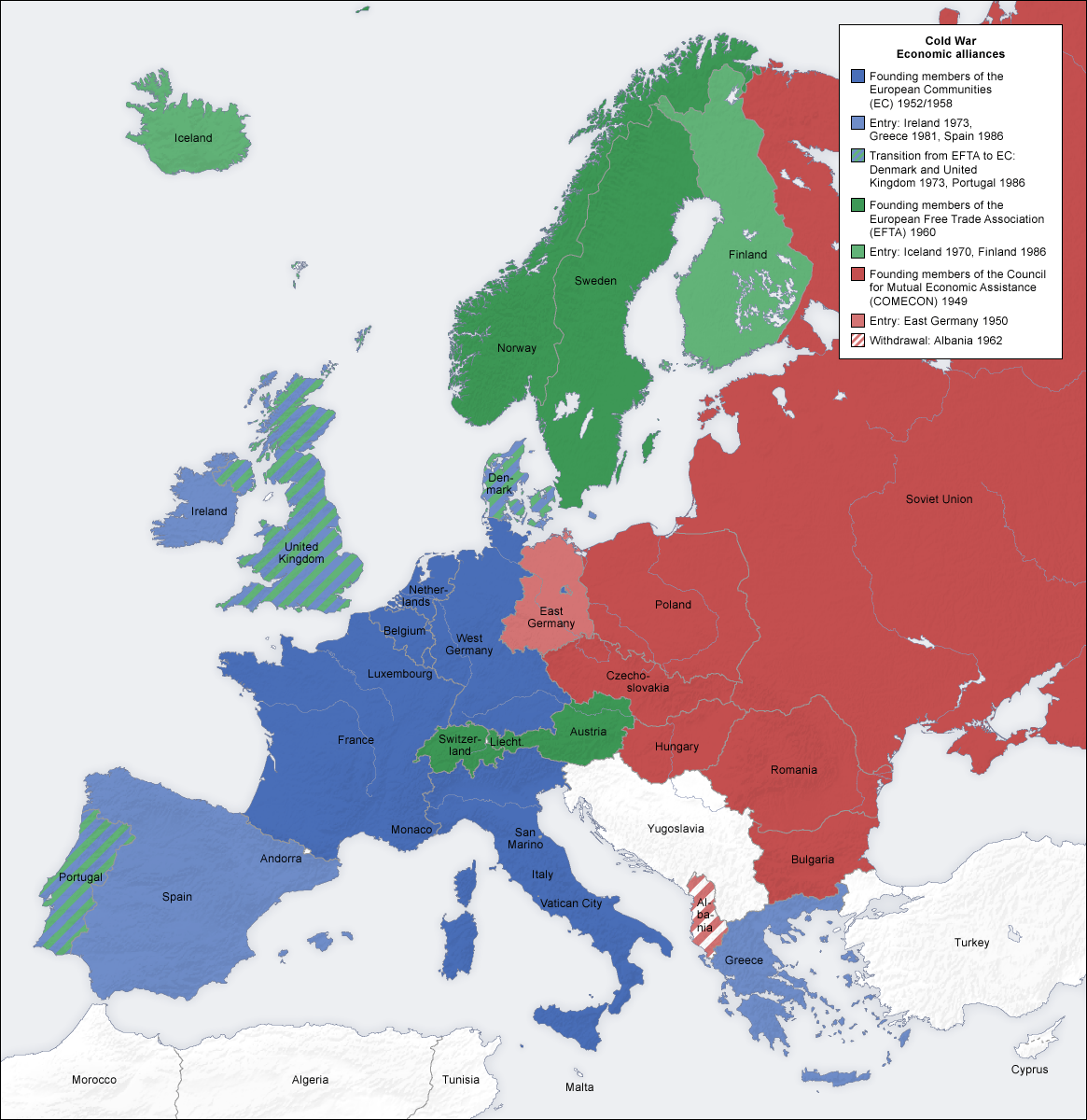
Экономические организации Европы в течение холодной войны (ЕЭС, ЕАСТ, СЭВ).

Членство стран Европы в международных авиационных организациях.
ECAC, Евроконтроль, ECAA, ЕС
ECAC, Евроконтроль, ECAA
ECAC, Евроконтроль
ECAC

Одним из первых, кто задумался о союзе европейских наций, был Рихард Николаус Куденхове-Калерги, который написал манифест «Пан-Европа» в 1923 году. Его идеи повлияли на Аристида Бриана, который произнёс речь в защиту Европейского Союза в Лиге Наций 8 сентября 1929 года, и кто в 1930 году написал меморандум об организации Европейского федерального союза.

В конце Второй мировой войны континентальный политический климат благоприятствовал единству европейских стран, что рассматривалось многими как спасение от экстремальных форм национализма, которые угнетали континент. В знаменитой цюрихской речи 19 сентября 1946 года Уинстон Черчилль призвал к созданию европейской федерации по подобию США, а первым шагом к объединению Европы назвал франко-германское примирение.
... нужно будет отказаться от дальнейших актов возмездия. Всем нам необходимо повернуться спиной к ужасам прошлого. Мы должны смотреть в будущее.
На мой взгляд, первым шагом к воссозданию европейской семьи народов должно быть налаживание партнёрства между Францией и Германией.Уинстон Черчилль
Впоследствии были образованы такие организации как Западноевропейский союз (1948), НАТО (1949) и Совет Европы (1949).
Декларация Шумана (9 мая 1950 года) была исполнена подписанием Парижского договора и образованием Европейского объединения угля и стали (ЕОУС). В состав ЕОУС вошли Бельгия, Италия, Люксембург, Нидерланды, Германия и Франция («европейская шестёрка», которая впоследствии стала движущей силой европейской интеграции). В том же году при посредничестве США был учреждён Европейский платёжный союз.
27 мая 1952 года те же страны подписывают договор об образовании Европейского оборонительного сообщества (ЕОС). 10 сентября того же года параллельно начинается подготовка договора, который утвердит Европейское политическое сообщество. Но в 1954 году Национальное собрание Франции отвергло договор о ЕОС, после чего прекратилась подготовка и договора о ЕПС. Таким образом, в начале 1950-х годов странам «европейской шестёрки» не удалось начать интеграцию в оборонной и политической сферах. Но интеграция продолжала развиваться в других сферах, в первую очередь в экономической.
25 марта 1957 года всё те же шесть государств подписывают два бессрочных договора об учреждении Европейского экономического сообщества (ЕЭС) и Европейского сообщества по атомной энергии (Евратом). Эти договоры вступили в силу 1 января 1958 года. Целью ЕЭС было создание таможенного союза в рамках стран «шестёрки» и последующий переход к общему рынку, что должно было обеспечить свободу движения товаров, физических лиц, услуг и капиталов.
8 апреля 1965 года подписан Брюссельский договор, учреждающий единый Совет и Комиссию европейских сообществ, что объединило ЕОУС, Евратом и ЕЭС в единую организационную структуру. Этот договор вступил в силу 1 июля 1967 года. Согласно договору началось постепенное снижение таможенных пошлин, а в 1968 году внутренняя торговля в сообществе стала беспошлинной. Ещё через два года торговая политика перешла в компетенцию ЕЭС, что завершило образование таможенного союза в регионе. В общем, в 1950—1960-х годах европейская интеграция набирала силу.
В 1973 году к сообществу присоединились Великобритания, Дания и Ирландия. ВВП ЕС благодаря этому повысился более чем на 30 %. А во второй половине 1970-х начались переговоры о вступлении в европейское сообщество Греции, Португалии и Испании на фоне политических перемен в этих странах. Греция стала десятым членом ЕС в 1981 году, а Испания и Португалия присоединились в 1986 году.
В феврале 1986 года члены ЕС подписывают Единый европейский акт, чьей задачей было создание к 1992 году единого внутреннего рынка. А договор о Европейском Союзе подписали 7 февраля 1992 года. Этот договор расширил полномочия органов ЕС.

## Участие европейских стран в европейской интеграции
| Участие европейских стран в ЕС, CSDP, Шенгенской зоне и Экономическом и валютном союзе Европейского союза |                                 |                                  |                                        |                                                           |
| Страна | Участие в ЕС                    | Участие в CSDP                   | Шенгенское соглашение                  | EEA/Валютный союз/Таможенный союз                         |
| Австрия                                                                                                   | Да                              | Да (ЕОА, БГ)                     | Да                                     | Да/Да/Да                                                  |
| Бельгия                                                                                                   | Да                              | Да (ЕОА, БГ)                     | Да                                     | Да/Да/Да                                                  |
| Германия                                                                                                  | Да                              | Да (ЕОА, БГ)                     | Да                                     | Да/Да/Да                                                  |
| Греция | Да                              | Да (ЕОА, БГ)                     | Да                                     | Да/Да/Да                                                  |
| Испания                                                                                                   | Да                              | Да (ЕОА, БГ)                     | Да                                     | Да/Да/Да                                                  |
| Италия | Да                              | Да (ЕОА, БГ)                     | Да                                     | Да/Да/Да                                                  |
| Латвия | Да                              | Да (ЕОА, БГ)                     | Да                                     | Да/Да/Да                                                  |
| Литва | Да                              | Да (ЕОА, БГ)                     | Да                                     | Да/Да/Да                                                  |
| Люксембург                                                                                                | Да                              | Да (ЕОА, БГ)                     | Да                                     | Да/Да/Да                                                  |
| Нидерланды                                                                                                | Да                              | Да (ЕОА, БГ)                     | Да                                     | Да/Да/Да                                                  |
| Португалия                                                                                                | Да                              | Да (ЕОА, БГ)                     | Да                                     | Да/Да/Да                                                  |
| Словакия                                                                                                  | Да                              | Да (ЕОА, БГ)                     | Да                                     | Да/Да/Да                                                  |
| Словения                                                                                                  | Да                              | Да (ЕОА, БГ)                     | Да                                     | Да/Да/Да                                                  |
| Финляндия                                                                                                 | Да                              | Да (ЕОА, БГ)                     | Да                                     | Да/Да/Да                                                  |
| Франция                                                                                                   | Да                              | Да (ЕОА, БГ)                     | Да                                     | Да/Да/Да                                                  |
| Эстония                                                                                                   | Да                              | Да (ЕОА, БГ)                     | Да                                     | Да/Да/Да                                                  |
| Хорватия                                                                                                  | Да                              | Да (ЕОА, БГ)                     | Да                                     | Да (на временной основе)/Да/Да                            |
| Мальта | Да                              | Да (ЕОА)                         | Да                                     | Да/Да/Да                                                  |
| Болгария                                                                                                  | Да                              | Да (ЕОА, БГ)                     | Да                                     | Да/Нет (болгарский лев привязан к евро)/Да                |
| Венгрия                                                                                                   | Да                              | Да (ЕОА, БГ)                     | Да                                     | Да/Нет/Да                                                 |
| Польша | Да                              | Да (ЕОА, БГ)                     | Да                                     | Да/Нет/Да                                                 |
| Румыния                                                                                                   | Да                              | Да (ЕОА, БГ)                     | Да                                     | Да/Нет/Да                                                 |
| Чехия | Да                              | Да (ЕОА, БГ)                     | Да                                     | Да/Нет/Да                                                 |
| Швеция | Да                              | Да (ЕОА, БГ)                     | Да                                     | Да/Нет/Да                                                 |
| Дания | Да                              | Да (ЕОА, БГ)                     | Да                                     | Да/Нет(ERM II)/Да                                         |
| Кипр | Да                              | Да (ЕОА, БГ)                     | Безвизовый режим                       | Да/Да/Да                                                  |
| Ирландия                                                                                                  | Да                              | Да (ЕОА, БГ)                     | Собственная визовая политика внутри ЕС | Да/Да/Да                                                  |
| Норвегия                                                                                                  | Нет (член ЕАСТ)                 | Нет (ЕОА (без права голоса), БГ) | Да                                     | Да/Нет/Нет                                                |
| Исландия                                                                                                  | Нет (член ЕАСТ)                 | Нет                              | Да                                     | Да/Нет/Нет                                                |
| Лихтенштейн                                                                                               | Нет (член ЕАСТ)                 | Нет                              | Да                                     | Да/Нет/Нет                                                |
| Швейцария                                                                                                 | Нет (член ЕАСТ)                 | Нет (ЕОА (без права голоса))     | Да                                     | Нет/Нет/Нет (ЗСТ)                                         |
| Сан-Марино                                                                                                | Нет                             | Нет                              | Открытые границы                       | Нет/Да/Да                                                 |
| Монако | Нет                             | Нет                              | Де-факто (через соглашение с Францией) | Нет/Да/Де-факто (через соглашение с Францией)             |
| Ватикан                                                                                                   | Нет                             | Нет                              | Открытые границы                       | Нет/Да/Нет                                                |
| Сербия | Кандидат, ССА (член ЦЕАСТ)      | Нет (ЕОА (без права голоса), БГ) | Безвизовый режим                       | Нет/Нет/Нет (ЗСТ)                                         |
| Украина                                                                                                   | Кандидат, СА (член ГУАМ)        | Нет (ЕОА (без права голоса), БГ) | Безвизовый режим                       | Нет/Нет/Нет (ЗСТ)                                         |
| Северная Македония                                                                                        | Кандидат, ССА (член ЦЕАСТ)      | Нет (БГ)                         | Безвизовый режим                       | Нет/Нет/Нет (ЗСТ)                                         |
| Турция | Кандидат, УНА                   | Нет (БГ)                         | Нет                                    | Нет/Нет/Да                                                |
| Черногория                                                                                                | Кандидат, ССА (член ЦЕАСТ)      | Нет                              | Безвизовый режим                       | Нет/Де-факто/Нет (ЗСТ)                                    |
| Молдавия                                                                                                  | Кандидат, СА (член ЦЕАСТ, ГУАМ) | Нет                              | Безвизовый режим                       | Нет/Нет/Нет (ЗСТ)                                         |
| Албания                                                                                                   | Кандидат, ССА (член ЦЕАСТ)      | Нет                              | Безвизовый режим                       | Нет/Нет/Нет (ЗСТ)                                         |
| Босния и Герцеговина                                                                                      | Кандидат, ССА (член ЦЕАСТ)      | Нет                              | Безвизовый режим                       | Нет/Нет (конвертируемая марка привязана к евро)/Нет (ЗСТ) |
| Грузия | Кандидат, СА (член ГУАМ)        | Нет                              | Безвизовый режим                       | Нет/Нет/Нет (ЗСТ)                                         |
| Андорра                                                                                                   | Нет                             | Нет                              | Безвизовый режим                       | Нет/Да/Да                                                 |
| Республика Косово (частично признанное государство)                                                       | ССА (член ЦЕАСТ)                | Нет                              | Нет                                    | Нет/Де-факто/Нет (ЗСТ)                                    |
| Великобритания                                                                                            | Нет                             | Нет                              | Безвизовый режим                       | Нет/Нет/Да (для Северной Ирландии                         |
| Армения                                                                                                   | Нет                             | Нет                              | Нет                                    | Нет/Нет/Нет                                               |
| Азербайджан                                                                                               | Нет (член ГУАМ)                 | Нет                              | Нет                                    | Нет/Нет/Нет                                               |
| Беларусь                                                                                                  | Нет (член СГ)                   | Нет                              | Нет                                    | Нет/Нет/Нет                                               |
| Россия | Нет (член СГ)                   | Нет                              | Нет                                    | Нет/Нет/Нет                                               |